# Lucien Bonaparte
Lucien Bonaparte eredeti olasz nevén Luciano Buonaparte (Ajaccio, 1775. május 21. – Viterbo, 1840. június 29.) Napoléon Bonaparte öccse, akinek mint az Ötszázak Tanácsa elnökének része volt abban, hogy Napoléon Bonaparte tábornokot Saint-Cloud-ban brumaire 19-én (1799. november 10.) a Köztársaság Első Konzuljává választották.

## Élete
Lucien Franciaországban tanult, majd 1789-ben visszatért Korzikára, és szókimondó figurája lett az ajacciói jakobinus klubnak. Ösztönözte fivéreit, hogy szakítsanak Pasquale Paoli korzikai hazafival, és vezetője volt annak a korzikai küldöttségnek, amely Franciaországba ment, hogy megvádolja Paolit, és segítséget kérjen ellene. Dél-Franciaországban is keményen munkálkodott a jakobinusok ügyéért.
A thermidori államcsíny (1794. július) miatt kénytelen volt egy kisebb tisztséget elfogadni St.-Chamans-ban. Itt ezután letartóztatták, és börtönben volt, míg Napóleon kieszközölte szabadon bocsátását, és kinevezte hadi biztosnak a Németországban állomásozó francia hadsereghez. Mivel Lucien rosszul érezte magát a hadseregnél, ezért Korzikára küldték. 1798-ban mint a sziget képviselője, tagja lett az Ötszázak Tanácsának, amelynek elnökévé választották. Ebbéli minőségében segítette bátyját, Bonaparte Napóleont a brumaire 18-i (1799. november 9-10.) államcsíny kivitelezésében. Ekkor Franciaország törvényhozó hatalma az Ötszázak Tanácsa volt, a végrehajtó hatalmat az ötfős Direktórium gyakorolta. Az utóbbi vezető személyisége, Sieyès, államcsínyre készült, és céljai érdekében Napóleont kívánta felhasználni. Napóleon azonban öccse segítségével puccsot hajtott végre az államcsínyen belül (Brumaire 18–19-i államcsíny), így - egyelőre csak első konzulként - magához tudta ragadni a hatalmat.
Lucien életének ez a fontos eseménye végzetes hatással volt a demokráciára, amelynek elkötelezett híve volt. Lucien és Napóleon viszonya fokozatosan feszültté vált a Konzulátus idején. Lucien úgy vélte, hogy Napóleon növekvő hatalomvágya veszélyezteti a demokráciát. Elfogadta ugyan a belügyminiszteri kinevezést, de Napóleonnal fennálló politikai és személyes nézeteltérései miatt (konkrétan egy politikai pamflet hatására, amelyet Lucien bátyjáról írt, de Fouché rendőrminiszter megszerezte, és Napóleonnak átadta) hamarosan leváltották. 1800-ban Bonaparte, mint Első Konzul kinevezte őt madridi követnek, de hamarosan ismét kegyvesztetté vált. Párizsba való visszatérte után ismét szembeszállt Napóleon elképzeléseivel. A végleges szakadás kettőjük között akkor történt, amikor Lucien titokban feleségül vette Alexandrine de Bleschamps-t, az özvegy Madame Jouberthou-t, noha Napóleon ezt határozottan megtiltotta. Lucien első felesége 1800-ban meghalt, és Napóleon azt akarta, hogy Lucien a Bourbon-házból való Mária Lujza Jozefa spanyol infánsnőt, I. Lajos etruriai király özvegyét, IV. Károly spanyol király leányát vegye feleségül. Miután parancsot kapott, hogy hagyja el Franciaországot, Lucien Itáliában élt.
1807 decemberében Napóleon császár egyezséget ajánlott Luciennek: francia herceggé emelné, ha beleegyezne házasságának érvénytelenítésébe. Ő azonban ezt elutasította, és az Egyesült Államokba indult. Az angolok azonban még a tengeren elfogták, és Angliába vitték, ahol nem túlságosan szigorú megfigyelés mellett élt 1814-ig. Ekkor visszatért Rómába. 1815-ben a száz nap alatt felajánlotta segítségét Napóleonnak, mellette maradt Párizsban, és utolsókig védelmezte Napóleon császári felségjogait, amikor másodszor is lemondásra kényszerült. Lucien életének hátralevő részét Itáliában töltötte, mint Canino hercege, Apollino grófja és Nemori kegyura (VII. Pius pápától 1814. augusztus 18-án kapott címek) és Musignano hercege (XII. Leó pápától 1824. március 21-én kapott cím). Gyomorfekélyben halt meg, akárcsak apja, nővére (Pauline) és bátyja (Napóleon).

## Művei
- Charlemagne ou L’Église délivée (Nagy Károly, avagy a megszabadított egyház), elbeszélő költemény, 1814.
- La Vérité sur les Cent-Jours (Az igazság a száz napról), 1835.
- Mémoires (Emlékiratok), 1836. (csak egy kötete jelent meg).